# 笑中帶淚
《笑中帶淚》（日语：なくもんか）是生物股長發行的第16張單曲，2009年11月11日由Epic Records Japan Inc.發售。

## 概要
本作與前作《YELL/JOYFUL》僅隔一個半個月後發售，是生物股長在2009年發行的第4張單曲。單曲在初回期間附送「生物卡片016」一張，以及收錄了《JOYFUL》PV的DVD。
單曲於Oricon公信榜周榜排名第6位，最終銷量約3萬9千多張。

## 歌曲
本作是阿部貞夫主演的電影《男兒有淚不輕彈》的主題曲，為2008年的作品《想回去了啊》之後第四張成為電影主題曲的單曲。生物股長也因此在音樂節目《Music Station》上第二度表演，上次演唱的歌曲為《流星奇蹟》。B面曲《獵戶座》中三人亦親自參與編曲。

## 歌曲列表
| CD   | CD                      | CD       | CD               | CD   |
| 曲序 | 曲目                    | 词曲     | 编曲             | 时长 |
| ---- | ----------------------- | -------- | ---------------- | ---- |
| 1.   | 笑中帶淚                | 水野良樹 | 本間昭光         | 5:46 |
| 2.   | 獵戶座                  | 山下穗尊 | 江口亮、生物股長 | 4:51 |
| 3.   | 笑中帶淚 -instrumental- | －       | －               |      |

| DVD  | DVD       |
| 曲序 | 曲目      |
| ---- | --------- |
| 1.   | JOYFUL MV |

## 外部連結
- 生物股長官方網站（日語）
- なくもんか（初回生産限定盤） - Sony Music （日語）
- なくもんか（通常盤） - Sony Music （日語）